# Berne
Berne, tapuru, dermatobiose ou miíase é uma infecção produzida por um estágio larval, tipo de doença conhecida da mosca Dermatobia hominis, popularmente conhecida no Brasil como mosca-berneira, que infecta diversos animais, principalmente bovinos.
Dermatobia hominis é um díptero cujas larvas são parasitos obrigatórios, que tem os bovinos como principais hospedeiros, podendo também parasitar o homem e outros animais domésticos como caninos, suínos, caprinos, ovinos, felinos e raramente ocorre em equinos. Suas larvas desenvolvem-se no tecido cutâneo do hospedeiro, determinando uma miíase primária do tipo nodular, conhecida no Brasil como "berne".

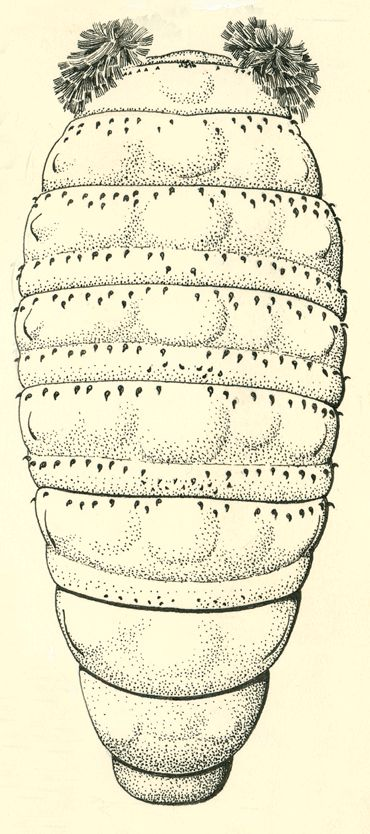
Dermatobia hominis em seu estágio larval, estágio onde a infecção é introduzida no ser que possui a larva.

O berne atua nos países das regiões tropicais e subtropicais da América Latina, que por sua vez, tem forte influência  na espécie bovina, onde é responsável por perdas econômicas      na pecuária, principalmente na depreciação do couro e pela queda na produção de carne e leite.

Na espécie humana existem relatos de vários casos de dermatobiose em todo o mundo, inclusive na Europa e Ásia. Na Itália, relata-se um caso de D. hominis no couro cabeludo de um homem que esteve em viagem pela Guatemala e no Brasil um caso fatal de miíase cerebral numa criança de cinco meses de idade causada pela larva dessa mosca.

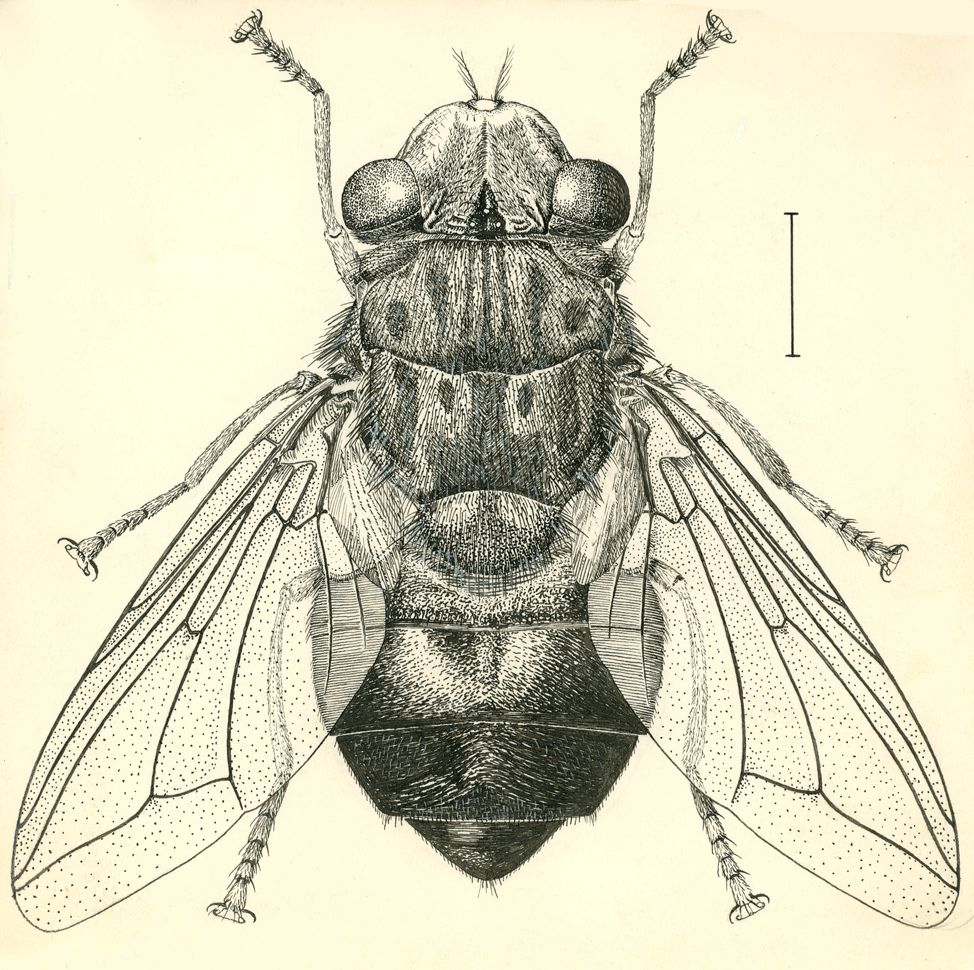
Dermatobia hominis em fase adulta.

## Berne em humanos
A berne em humanos surge quando a larva da mosca entra na pele íntegra, causando o surgimento de uma ferida na pele que pode coçar, provocar dor ou inchaço e vermelhidão na pele.
A berne tem cura e o tratamento deve ser orientado por um médico para remover a larva do interior da pele. Caso a berne em humanos não seja devidamente tratada, pode levar a agravamento dos sintomas, já que a larva tem capacidade de sobreviver a mais de 1 mês dentro da pele de um certo indivíduo.

## Sintomas da berne em humanos
Os sintomas da berne em humanos surgem alguns dias após a infecção pela larva da mosca e incluem:
- Formação de feridas na pele, com vermelhidão e inchaço local;
- Liberação de um líquido amarelado ou com sangue, pelas feridas na pele;
- Dor ou coceira no local da ferida.[5]

## Ciclo de vida
O ciclo de vida do berne se inicia vinte e quatro horas após sua emergência quando a mosca do berne copula. Logo após a cópula a mosca Dermatobia hominis procura uma outra mosca denominada forético (transportador), para ser o hospedeiro de seus ovos. São exemplos de foréticos a mosca do chifre (Haematobia irritans), a mosca-de-estábulo (Stomoxys calcitrans) e a mosca doméstica (Musca domestica). A D. hominis vive em áreas de mata, onde procura um hospedeiro forético, logo após ela o captura lentamente e deposita uma massa de ovos sob seu abdômen. Após oito dias quando esse forético pousa sobre o animal com a massa de ovos em seu abdômen já incubada as larvas emergem e se transferem para o animal a ser parasitado com muita rapidez. Já no animal as larvas conseguem penetrar na pele íntegra através dos folículos pilosos provocam um ferimento muito parecido com um furúnculo chamado miíase nodular cutânea. O período larval é de 25 a 30 dias. Quando prontas às larvas abandonam o seu hospedeiro optando pelo período da noite, onde estão menos susceptíveis a predadores e a ação dos raios solares, após abandonarem seu hospedeiro eles caem no solo para pupar. Segundo (Moya-Borja, 1966) o período pupal dos machos e das fêmeas a 25°C e 80% de umidade relativa é de 30 a 32 dias. 

## Sintomas

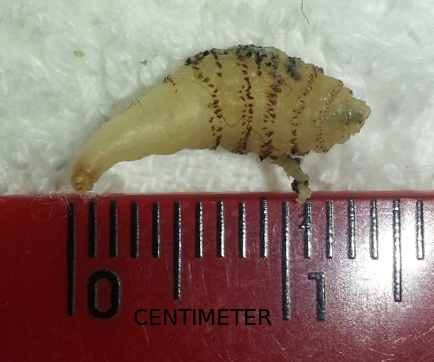
Dermatobia hominis extraída de humano, com aproximadamente 3 semanas de incubação

As larvas nos seus diferentes estágios possuem espinhos ao longo do corpo e ao se movimentarem de forma retrátil, alcançando constantemente o orifício de abertura para respirarem, provocam dores e irritação, em que o animal se torna irrequieto e estressado. Em infestações altas, há um emagrecimento, perda da capacidade produtiva e eventualmente a morte, principalmente se for jovem.
Processos inflamatórios com pústulas acontecem com frequência, em alguns casos oriundos de uma reação inflamatória do próprio organismo animal, geralmente após estabelecida a larva ou quando ela morre dentro do nódulo.
Em casos raros pode acontecer a instalação de miíases associada a mosca Cochliomyia hominivorax, complicando o quadro de parasitismo com processos infecciosos.

## Tratamento
Há especialistas médicos com o intuito da prevenção das doenças do homem causadas por parasitos. O livro Bases da Parasitologia Médica, busca aprofundar o estudo dessas doenças. No caso de hospedeiro humano, a remoção da larva baseia-se em impedir a respiração da larva (por exemplo, com vaselina sólida ou com a colagem de esparadrapo na área do nódulo) e fazer a sua retirada cirúrgica. O berne deve ser morto antes de ser removido. Após, normalmente são procedidas a aplicação de éter iodoformado e a cobertura da lesão. É indicado o uso de vacina antitetânica.
A extração do parasita pode ser feita de várias formas, entre elas a asfixia do parasita, cortando o acesso de oxigênio. É comum o uso de um plástico sobre o local em que se encontra a erosão causada pelo parasita, assim, uma vez coberto o local, a larva  projeta sua cabeça para fora da pele do hospedeiro em busca de oxigênio, facilitando assim a detecção da larva e a remoção dela.
Em animais, é recomendado o uso de antiparasitário, para facilitar a extração mecânica. A berne é muito encontrada em animais de fazenda que vivem em meio a muita sujeira e moscas contraindo assim o parasita.

## Cuidados
Ao notar a presença de tal parasita no corpo de um animal ou de uma pessoa, existem alguns cuidados a serem tomados. É fundamental a procura de ajuda médica para a remoção da larva; caso, em uma tentativa caseira de remoção, o parasito acabe por não ser totalmente removido, é provável a ocorrência de complicações (infecções secundárias, por exemplo). A retirada desse parasito em animais tem que ser feita por um médico veterinário.

## Infecções em humanos
No caso de hospedeiros humano a remoção da larva baseia-se em impedir a respiração dela (por exemplo com vaselina sólida ou colar um esparadrapo na área do nódulo) e fazer a retirada cirúrgica; depois, passar éter iodoformado e cobrir a lesão. Está indicado o uso de vacina antitetânica. Não é indicado espremer manualmente a região lesionada, mas este pode ser um recurso válido quando em zonas rurais longe de assistência médica. Neste caso, limpe bem a área machucada e cole um esparadrapo de forma que tampe bem o nódulo, isso impede a respiração da larva. Deixe este esparadrapo colado na área de um dia para outro, cerca de 24 horas. Passado este tempo, tire o esparadrapo e esprema a larva, observe que o parasita vai colocar o rabo (cauda) para fora do orifício, continue espremendo a mesma com toda a força, o rabo sai ainda mais e então a larva pode ser puxada para fora firmemente com o auxílio de um algodão.